# Alopecosa striatipes
Alopecosa striatipes es una especie de araña araneomorfa del género Alopecosa, familia Lycosidae. Fue descrita científicamente por C. L. Koch en 1839.
Habita en Europa, Turquía y Cáucaso. El macho mide 11 mm y la hembra 13 mm. El prosoma es de color marrón con bandas brillantes y posee una longitud de 6,0-6,3 mm para las hembras; para los machos la longitud es de 5,0-6,4 mm, con patas amarillas y bandas oscuras. El opistosoma es marrón.